# Хансен, Питер
Питер Франклин Хансен (англ. Peter Franklin Hansen; 5 декабря 1921, Окленд, штат Калифорния — 9 апреля 2017, Тарзан, штат Калифорния) — американский актёр.

## Биография
Родился в Окленде, штат Калифорния в семье Сиднея Генри Хансена (1897–1971) и Лены Гертруд Янг (1896–1983). Впоследствии семья переехала в Детройт, где его родители развелись.. Во время Второй мировой войны служил в Корпусе морской пехоты США. Участвовал в боях на юге Тихого океана и во вторжении на Пелелиу в сентябре 1944 года.
В 1950 году, после демобилизации, подписан контракт со студией «Paramount Pictures». Снялся почти в 100 художественных фильмах и телесериалах. В 1979 году получил Дневную премию «Эмми» за «лучшую мужскую роль второго плана в драматическом сериале» за роль Ли Болдуина в сериале «Главный госпиталь». Помимо этого у него были заметные роли в телесериалах «Перри Мейсон», «Мэверик», «За гранью возможного», «Агенты А.Н.К.Л.», «Частный детектив Магнум» и многих других.
В 1943 году женился на Флоренс Элизабет, в браке родились двое детей. Их брак продлился до её смерти в 1993 году.